# Bericht des Pilgers

Ignatius von Loyola
(1491–1556)

Der Bericht des Pilgers (BP) ist ein geistlicher Text des Gründers des Jesuitenordens, Ignatius von Loyola. Gedrängt von seinen Mitbrüdern, ihnen ein geistliches Erbe zu hinterlassen, schaut er gegen Ende seines Lebens zurück und berichtet von den Erfahrungen seines Lebens- und Glaubensweges und wie ihn Gott dabei geführt hat. Die mündlichen Mitteilungen, die Ignatius zwischen 1553 und 1555 an Louis Goncalves da Câmara macht, verarbeitet dieser mit weiteren Informationen zum „Pilgerbericht“.

## Einführung

### Zur Entstehung
Der Bericht des Pilgers stellt ein Vermächtnis für die Gesellschaft Jesu (Societas Jesu, SJ) dar und ist eine geistliche Biografie, d. h. ein persönliches heilsgeschichtliches Credo. Er ist keine Autobiografie im eigentlichen Sinne. Gemäß der Vorworte soll er ein Testament sein, eine Hilfe zur Vervollkommnung und darum von großem Nutzen für die SJ. Der Bericht ist ein Gebrauchstext unter dem Blickwinkel der Führung Gottes am Beispiel Ignatius'. Darum spricht man auch von der Pädagogik Gottes (vgl. BP 7; 14; 27).
Aus Angst, dass Ignatius bald sterben könne, drängt sein Vertrauter Nadal ihn, etwas zu hinterlassen. Da Camara gibt Gewissensrechenschaft gegenüber Ignatius, der dabei selbst spürt, dass im eigenen Leben Dinge geschahen, die im Rückblick für andere wichtig und hilfreich sein könnten.
Als eigentlicher Autor gilt Ignatius selbst. Dennoch hat den Bericht Da Camara protokolliert und verfasst (wahrscheinlich aber sehr wortgetreu). Von diesem stammt auch eine Zusammenstellung von Anekdoten zum Leben des Ignatius im sogenannten „Memoriale“.
Es werden Erinnerungen berichtet, die am Ende des Lebens des Ignatius mündlich überliefert wurden. Deshalb ist der Bericht historisch nicht immer ganz exakt, er weist beispielsweise chronologische Irrtümer auf. Dazu trug auch die Gestaltung durch Da Camara bei. Manche Teile sind als Lehrstücke angelegt. Insgesamt ist eine Auswahl von Erfahrungen getroffen worden, von denen Ignatius sich erhoffte, dass sie verallgemeinerbar seien. Dies erklärt die großen zeitlichen Lücken, die zwischen einzelnen Passagen stehen. Manche Passagen zu geistlichen Prozessen wie in Manresa sind systematisiert.

### Textgeschichte
- 1572 verfasste Pedro de Ribadeneira eine offizielle Biografie Loyolas im Auftrag des Ordens. Darin fließt der BP ein. Dies wird die offizielle und alleingültige Biografie im Orden und zugleich eine Art Heiligenlegende. Infolgedessen wurden alle anderen Versionen unterdrückt. Handschriften des BP gingen in dieser Zeit in diverse Archive ein.

- 1731 wurde der Text auf Latein durch die Bollandisten (belgische Jesuiten) publiziert, fand jedoch kaum Verbreitung. Für die These, diese frühe Ausgabe habe einen ersten Teil über die Jugend des Ignatius umfasst, gibt es keine sicheren Informationen. Diese Auffassung wird durch den Umstand unwahrscheinlich, dass eine geistliche Biografie wie die vorliegende erst mit der Bekehrung beginnt und die Vorgeschichte unerheblich ist.

- 1902 veröffentlichte der protestantische Forscher Heinrich Boehmer eine deutschsprachige Ausgabe unter dem Titel „Bekenntnisse des Ignatius von Loyola“ (vgl. Confessiones des Augustinus)

- 1904 erschien erstmals eine wissenschaftliche, historisch-kritische Publikation des BP als Originalausgabe in den monumenta historica societatis iesu in spanischer, italienischer und lateinischer Sprache. Ab diesem Zeitpunkt kam es innerhalb des Ordens zu einer intensiven Rezeption des Pilgerberichtes, was gleichzeitig zu einer Revolutionierung des bisherigen Ignatiusbildes beiträgt: Hatte man ihn zuvor ausschließlich als genialen Strategen, Organisator, Asketen und Soldaten betrachtet, so sah man nun in ihm auch einen Menschen mit Fehlern, einen Mystiker und Gläubigen mit einer tiefen Gottesverbundenheit.

## Inhalt
Im Folgenden wird der Inhalt des Textes zusammenfassend und mit gelegentlichen kurzen Deutungsansätzen wiedergegeben. Die Zahlenangaben beziehen sich jeweils auf die Seitenzahlen.

### Krankheit und Bekehrung
Der Bericht beginnt in einer Zeit, in der Ignatius monatelang auf dem Krankenbett liegt. In seiner Langeweile sucht er nach Ritterromanen, findet im Schloss aber lediglich zwei fromme Bücher. Bei der Lektüre überdenkt er seine weltliche Karriere, die von Phantasien, Gefühlen, Gedanken, Plänen und seinem Verlangen (deseo) bestimmt ist (S. 6). Da greift Gott ein und gibt ihm andere Gedanken. Ignatius liest über die Taten der großen Heiligen, vor allem interessieren ihn die Aspekte der Askese bei Franziskus und Dominikus. Auch hier werden wieder Bilder, Phantasien, Gedanken und Gefühle geschildert, und auch hier schmiedet er Pläne (Identifikation). Ignatius hat nun „zwei Verlangen“ in sich (dos deseos) (S. 7). Es folgt die „erste Unterscheidung“ (Unterscheidung der Geister). Ignatius bemerkt den Unterschied zwischen den beiden Verlangen. Dies wird zur Urerfahrung und Urbild von geistlicher Unterscheidung (S. 8).
Er hat daraufhin das Bedürfnis, sein bisheriges Leben zu überdenken und Buße zu tun. In ihm reifen konkrete Pläne, die Heiligen nachzuahmen. Gott und Jesus kommen bisher überhaupt noch nicht vor. Ignatius entscheidet, sich zu reinigen, zu retten und zu erlösen (S. 9).
Die übermächtige Tröstung, die er in einer Marienvision erfährt, empfindet er als Bestätigung seines Entschlusses, sein Leben zu ändern. Das Innere Verlangen ändert sich: Er empfindet mit einem Mal Ekel gegenüber den „Dingen des Fleisches“. Ab diesem Zeitpunkt hat er Kontrolle über seine sinnlichen Regungen (S. 10). Nach 31 Jahren kommt er darum zu der vagen Annahme, dass die Vision von damals echt gewesen sei.

### Blindheit und Weg zum Montserrat
Der BP berichtet von der „Blindheit“ der Seele Ignatius', aber auch von seinem gleichzeitigen Verlangen, Gott zu dienen (S. 14). Dabei geht er einen inneren und einen äußeren Weg.
Der innere Weg ist eine Metapher für Ignatius' allmählichen Bekehrungsprozess. Nach seinem Entschluss, sich zu bekehren, nimmt er seinen Abschied von zuhause und legt bei der Wallfahrtskapelle seiner Familie ein Gelübde der Keuschheit ab (S. 13). Die Begegnung mit einem Mauren verursacht in ihm Wut und Aggression, verunsichert ihn aber auch. Er trifft den Entschluss, zum Montserrat zu gehen, legt eine dreitägige Beichte über sein ganzes bisheriges Leben ab und hält schließlich nach Rittertradition Nachtwache auf dem Berg. Weitere Episoden (der „äußere Weg“) sind Ignatius' Kontakt zu einer Kartause, ein Streit mit seinem Bruder vor seinem Aufbruch von zuhause und die Regelung seiner Vermögensverhältnisse.
Seine neuen Kleider, äußeres Zeichen seiner Umkehr, sind Bettelkleider aus Sackleinen.
Die „Blindheit“ Ignatius' hat mehrere Bedeutungen.
Er entschließt sich, große Bußübungen auszuführen, und findet in diesem Gedanken alle Tröstungen. Er will gar die Heiligen darin überbieten. Eine genaue Erinnerung an seine Sünden hat er indes nicht. Er ist sich nicht bewusst, dass ihm seine Sünden von Gott bereits erlassen sind, und überspielt die eigene Sündhaftigkeit durch äußerliche Bußübungen und eine gleichzeitige Aufrichtung am Ideal („leistungsorientierte“ Spiritualität).
Seine Konzentration gilt äußerlichen Dingen und nicht der Beachtung des Inneren, d. h. Demut, Liebe, Geduld und die Klugheit, mit ihnen umzugehen. Ignatius stellt sich nicht seiner Realität und akzeptiert seine Schwachheit ebenso wenig wie die Liebe Gottes. Er lebt in einer idealen Welt und akzeptiert nicht, dass Wachsen im geistlichen Leben prozesshaft geschieht und Zeit braucht (S. 14).
In der Begegnung mit dem Mauren wird sein Ideal, das Eintreten für die Ehre der Jungfrau Maria, hinterfragt. Ignatius wird dadurch unzufrieden und aggressiv („blinder“ Fanatismus), bleibt danach ratlos, da er den richtigen Umgang mit seinen Idealen nicht beherrscht (S. 15).
Diese Erfahrungen sind in die Regeln der Jesuiten eingegangen: Ignatius rät zur Vorsicht und Milde bei Bußübungen, fordert Klugheit und Unterscheidungsfähigkeit bei Kandidaten, die Berücksichtigung der konkreten Umstände des Ortes und eine differenzierte Wahrnehmung der Realität.

### Aufenthalt in Manresa
Von Montserrat will Ignatius eigentlich nach Jerusalem pilgern. Auf dem Weg nach Barcelona kommt er nach Manresa. Dort bleibt er elf Monate, vielleicht weil in Barcelona die Pest wütete. Die Zeit in Manresa wird für ihn zur wichtigsten spirituellen Reifezeit. Der Bericht des Pilgers schildert sehr ausführlich und offen seine Erfahrungen in Manresa.
Die ersten vier Monate sind eine Zeit des intensiven Gebets und der Buße sowie des Verzichts auf Wein, Fleisch, und äußerliche Eitelkeit (S. 19). Sein Vorbild ist das franziskanische Bettelmönchsideal. Täglich unternimmt Ignatius den Besuch der heiligen Messe, dabei liest er die Passion und nimmt am Stundengebet teil. Seine Neigung zum Extremen wird deutlich, eine „Schlangenvision“ vor einem Kreuz spendet ihm falschen Trost. Erst später erkennt er, dass es eine „Vision des Teufels“ war.
Manresa ist für ihn auch eine Zeit schwerer innerer Kämpfe, schwerer Versuchungen und innerer Skrupel, die ihn an den Rand des Selbstmordes bringen (S. 20–27a). Im Wesentlichen erlebt er drei Anfechtungen.
Geistliche Zweifel (S. 20,2) wirken als Aufforderung zu Mutlosigkeit und Resignation, die Ignatius zunächst mit seinem Willen niederzuzwingen versucht. Häufig wiederkehrende Traurigkeit und Trostlosigkeit prägen sein Gefühlsleben. Seine Gefühle des Trostes und der Ermutigung auch und gerade bezüglich des Gebets sind vergangen. Lustlosigkeit, Demotivation und Leere beherrschen ihn.
Dazu treten Zweifel an der Vollständigkeit seiner Generalbeichte. Die Suche um Hilfe bei Menschen bringt ihn nicht weiter. Moraltheologisch leidet er an Skrupeln, also Sünden, die keine Sünden sind. Ignatius betet exzessiv, schreit vor Verzweiflung (S. 23,7) und wendet sich gegen sich selbst (S. 24). Nur die Lehre der Kirche hält ihn davon ab, Selbstmord zu begehen. Durch hartes Fasten will er eine Lösung erzwingen (S. 24, 25). Sein Beichtvater verbietet ihm dies (S. 25,3).
Die Skrupel Ignatius' sind zugleich Zeichen eines asketischen Perfektionismus und der Suche nach aktiver Selbsterlösung. Das Scheitern schafft Aggressionen, die zu Autoaggressionen werden.
Unter dem Schein des Guten gerät er in Versuchung: Beim Einschlafen hat er so große Tröstungen, dass er bei ihnen verweilt und den gesunden Schlaf vernachlässigt (S. 26, 2–3; vgl. S. 54–55 – Ignatius als „Workaholic“).
Die Krise legt Ignatius durch Aufgeben der rigorosen Askese bei. Er isst beispielsweise wieder Fleisch. Später wird er vor übertriebener Askese warnen. Langsam wird er aus dieser Krise von Gott herausgeführt (S. 25, 8 Initiative Gottes; S. 27, 4 „göttliche Pädagogik“).
Danach folgt die Beschreibung einer Zeit innerer Klärung, Erleuchtung und Tröstung (S. 27b-34), die prägend für sein ganzes weiteres Leben wird. Die drei darin ineinander verschränkten Themen sind die bereits genannte Auflösung übertriebener Strenge, die neue innere Gotteserfahrung und das apostolische Leben.
Der Bericht beschreibt eine Verschiebung der seelischen Kräftefelder: Hatte die Buße zu Anfang bei ihm ein äußerst großes Übergewicht gegenüber der Gotteserfahrung und des Apostolates, so kommt er mit der Zeit dahin, diese drei seelischen Kräftefelder bei sich in eine Balance zu bringen.
Die fünf Gnadenerfahrungen von Manresa (S. 28 ff.) sind systematisch geordnet und strukturiert und prägen den Orden bis heute.
1. Trinität: S. 28
2. Schöpfung: S. 29,1+2
3. Eucharistie: S. 29,3-5
4. Menschheit Jesu Christi: S. 29,6
5. Erleuchtung am Cardener beim Kloster St. Paul (S. 30). Diese Erfahrung wird zentral für sein gesamtes späteres Leben. Der genaue Inhalt der Erleuchtung bleibt unklar. Er berichtet lediglich von „einer großen Klarheit des Verstandes“ (S. 30, 3f). Es fehlt alles Affektive, vielmehr ist von einer Erkenntnis in Glaubensdingen die Rede.

Ignatius wird zum Seelsorger. Leute werden auf ihn aufmerksam und suchen bei ihm Hilfe. Mystische Erfahrungen führen ihn nicht zu einer Entrückung ins Jenseits, sondern hin zu einer Seelsorge für und bei den Menschen. Doch auch geistlicher Hochmut sucht Ignatius nochmals heim (S. 32, 2).

### Wallfahrt nach Jerusalem
Zunächst liegt der Akzent der Bekehrung des Iñigo nur auf inneren Aspekten. Ab der Pilgerfahrt nach Jerusalem beginnt er mehr äußerliche Dinge zu schildern, die die Art und Weise eines Eingreifens Gottes in die Ereignisse seines Lebens darstellen sollen.

1523 trat der historische Ignatius seine erste Pilgerfahrt nach Jerusalem an. Ziele, die Ignatius mit seiner Wallfahrt verbindet, sind das „Bei-Jesus-sein“ durch persönliche Andacht an den biblischen Orten (Inkarnationsrealismus).
Er will aber auch den Seelen helfen. Der Begriff wird an dieser Stelle erstmals verwendet. Da es in Jerusalem kaum Christen gab, bezieht sich der Ausdruck wohl auf eine Missionstätigkeit, die unter Todesandrohung verboten war. Es ist auch die Rede davon, dass Ignatius ursprünglich den Plan hatte, vollständig überzusiedeln. Hierin finden sich Motive der mittelalterlichen „Kreuzfahrerspiritualität“, die die Rückeroberung der „Heiligen Stätten“ forderte, und das Ideal der urchristlichen Wanderapostel.
S. 35,4: Suche nach drei Tugenden: Glaube, Hoffnung, Liebe. Iñigo will ganz auf Gott vertrauen, gerade auch in äußerlichen Dingen. Darum nimmt er keinerlei Geld mit.
Der ganze Jerusalem-Bericht ist ein Beweisstück dafür, dass er 1. auf Gott vertraut hat und dabei blieb und dass er 2. von Gott nicht enttäuscht, sondern geführt wurde (vgl. Armutsexperiment).
Genese des Jerusalem-Beschlusses:
- S. 8 träumerische Phantasien auf dem Krankenlager
- S. 9 ernste Absichten zu Büßerleben und Jerusalem-Wallfahrt
- S. 11 Vorsatz, sich auf den Weg zu machen – Berichte, was er dafür alles abgibt.
- S. 12 Absicht, von dort wieder zurückzukehren
- S. 42 Große Gewissheit in der Seele, dass Gott es ihm ermöglichen würde
- S. 45 Fester Entschluss, in Jerusalem zu bleiben. Eindruck, als würde sein Plan in Erfüllung gehen.

Menschliche Widerstände gegen Jerusalem-Wallfahrt:
- S. 12 Widerstand seiner Verwandten
- S. 40 Abraten in Rom von Personen, die ihn kennen.
- S. 45 Guardian auf dem Zion rät ihm von einem Aufenthalt ab. Entschluss des Iñigo bleibt fest, er bleibt stur.
- S. 46 Provinzial der Franziskaner in Jerusalem droht ihm die Exkommunikation an, wenn er ihm nicht Folge leistet. Er kommt zu der Meinung, dass ein Aufenthalt von Iñigo nur Ärger machen würde. Iñigos Entschluss kippt um. Obwohl er sich zwei Jahre lang darauf vorbereitet hatte. „Zweite Kanonenkugel“: Seine Pläne werden zerschlagen, alles wird ihm umgeworfen, er muss sich zum zweiten Mal gänzlich neu orientieren.
- S. 50,3 erstmalige Erwähnung von der Einsicht in Gottes Willen. Widerstreit von zwei Prinzipien: 1. subjektive Gewissheit durch Gebet auf dem Montserrat und 2. objektive kirchliche Autorität, die sich durchsetzt. Erkenntnis: Nachgeben der objektiven kirchlichen Autorität. Für die Zukunft weiß er, dass seine Entscheidungen durch die objektive kirchliche Autorität entweder bestätigt oder widerlegt werden. Darin erkennt Iñigo den Willen Gottes, über die eigene subjektive Gewissheit hinaus (Verkirchlichung seines Weges). [vgl. Brief an Teresa Rejadella (Briefwechsel S. 27): Verallgemeinerung der Herangehensweise, den Willen Gottes für sich zu entdecken: 1. inneres Verspüren; 2. Abgleichen mit kirchlichen Gesetzen und Geboten, „denn derselbe Geist ist in allen Dingen“ (das Positive und die Aufrichtigkeit von beiden Seiten vorausgesetzt!)]
- S. 50,3 Entschluss, nach Barcelona zurückzukehren, zu studieren und den Seelen zu helfen. Hier ist erstmals die Gründung der Gesellschaft Jesu gedanklich angelegt.

## Studienjahre des Ignatius – Überblick über 10 Jahre Studium

### Entschluss zum Studium
„Zweite Kanonenkugel“ in Jerusalem; s. o. BP 50,3: Begründung zum Studium, um den Seelen zu helfen. Das Studium war notwendig, weil es zu einer inhaltlichen Ausprägung des apostolischen Dienstes befähigen sollte. Bildung war also nützlich auch für Katechese und Verkündigung.
Ignatius entwickelt sich vom charismatischen Pilger zum ausgebildeten Theologen, vom bettelnden Wanderer und Narr Gottes zum Mann der Kirche. Ungewöhnlich war, dass er trotz seines hohen Alters noch mit dem Studieren begann, schließlich standen etwa 10 Jahre vor ihm.
Folgen für SJ:
Ignatius wollte, dass alle Jesuiten gut studierten. Dadurch entsteht am Beginn der Neuzeit ein neuer Priestertyp: intellektuell und gebildet (vgl. Parallelen bei Martin Luther). Nach dem Konzil von Trient setzt sich dieser Priestertyp in der ganzen Kirche durch – u. a. wegen Einrichtung von Priesterseminaren nach dem Vorbild der Jesuiten-Kollegien.
[vgl. GK 34,26 Kennzeichen unserer Weise des Vorangehens: 553: Ignatius erkennt Notwendigkeit des Studiums für den apostolischen Dienst. Verheutigung …]

### Faktischer Studienverlauf
1524 Februar: Ankunft in Barcelona, dort 2-jähriger Aufenthalt. Unterkunft bei Inés Pasqual, Versorgung durch Isabel Roser. Lehrer war Jerónimo Ardevol. Dort lernt er Latein und studiert Grammatik. Nebenbei allerlei Apostolat; geistliche Gespräche mit reichen Frauen, Reform einiger Frauenklöster. Kontakt mit sogenannten Erasmianern – humanistischem Gedankengut (vgl. Erasmus von Rotterdam von Rotterdam).
1526 März: weiter nach Alcalá (Zentralspanien), Wohnhaft im Spital, einem Armenhaus mit Obdachlosenasyl. Studium der Artes (Grundausbildung mit vielen Fächern). Unsicher, wie viel er dort studierte, denn er machte viel nebenher, hatte vielleicht Kontakte zu den Alumbrados und deren Gedankengut.
1527 Juni/Juli: Umzug nach Salamanca; 2- bis 3-monatiger Aufenthalt. Berühmte Universität. Wenige Tage nach seiner Ankunft wird er von den Dominikanern zum Essen eingeladen – dort wird ihm auf den Zahn gefühlt. Sofortige Einkerkerung und Prozess.
Urteilsspruch: Lehre und Sitten von ihm werden nicht beanstandet, er soll sich jedoch mit dem Apostolat zurückhalten, da er noch nicht fertig studiert habe. (Urteil gilt nur für die Diözese Salamanca). Ignatius erkennt das Urteil nicht an, will weiter im Apostolat dienen und zieht fort.
1527 September: kurze Rückkehr nach Barcelona.
1527/1528 Winter: Reise nach Paris zur berühmtesten Universität der Welt. Dort 7-jähriger Aufenthalt.
Eintritt im Kolleg von Montegut (Art Wohnheim und Unterrichtsort; darüber hinaus besucht er Vorlesungen in der Stadt). Dieses Kolleg war eher konservativ ausgerichtet und dem Mittelalter verpflichtet. (Ehemalige Studenten: Erasmus und Johannes Calvin) Ignatius lernt nochmals Latein und Humaniora.
Umzug ins Armenstift St. Jaques, weiterhin Studium am Kolleg Montegut.
1529 Wechsel an das Kolleg St. Barbe – berühmt für literarische und humanistische Ausbildung. Für jeden Studenten war ein fester persönlicher Professor vorgesehen; für Ignatius ist das Dr. phil. et med. Juan la Peña, der erst 24 Jahre alt war (Ignatius ca. 40 Jahre); ebenfalls dessen persönliche Schüler waren Peter Faber und Franz Xaver, mit den Ignatius zusammenwohnte. An diesem Kolleg studierte Ignatius Philosophie, kam während dieser Zeit wohl mit lutherischem Gedankengut in Kontakt, das damals in Paris aktuell war. Er studiert aufs Baccalaureat und beendet mit dem Lizenziat. Mit 44 Jahren war er Magister artium (in der Philosophie)
Ende 1533 bis Sommer 1535: Studium der Theologie am Dominikanerkolleg St. Jaques. Lehrbuch war die summa teologica von Thomas von Aquin. Studium der vom Nominalismus und dem Scotismus gereinigten Theologie. Gelesen wurden auch die Sentenzen des Petrus Lombardus. Vermutliche hört er auch einige Vorlesungen bei den Franziskanern.
Trotz der Kürze des Studiums war dieses sehr intensiv und effizient.
1536 wird ihm ein eineinhalbjähriges Studium der Theologie bescheinigt.

### Hinweise auf Ausbildungsordnung der SJ
Gesamte Ausbildungs- und Studienordnung der SJ ist im Wesentlichen geprägt von den Studienerfahrungen des Ignatius. Ab 1545 beginnt der Orden eigene Kollegien zu gründen, dort eigene Ausbildungsordnung. 1599 wird vom Gesamtorden die ratio studiorum für alle Jesuitenkollegien der Welt erstellt (prägte damals auch das Studiensystem der westlichen Welt insgesamt).
modus parisiensis: Ab Spätmittelalter in Paris ein eigener Stil / eigene Pädagogik an der Universität: Einteilung der Schüler nach Leistungsniveau in einzelne Klassen. Schüler sollen selbst lernen, denken lernen, disputieren, wiederholen, … (Übernahme dieses Stils in die Studien- und Ausbildungsordnung der SJ)

### Störungen der Studienzeit
Geistliche Bewegungen und Gebetszeiten BP 54/55
Ignatius hatte heftige spirituelle Erleuchtungen und Bewegungen. Er bemerkt zwar, dass ihn das erfüllt, aber dass er auch gleichzeitig vom Studium abgelenkt wird (Versuchung unter dem Schein des Guten). Umstellung des geistlichen Lebensstils: Strukturierung des Tages.
Apostolische Tätigkeiten
v. a. in Acalá hatte er intensive apostolische Tätigkeiten angefangen, jedoch er merkte, dass ihn das ablenkt. In Paris nimmt das fast gänzlich ab (Sprachschwierigkeiten waren hier wohl eher positiv förderlich fürs Studium). Später gilt auch für den Orden: „Relative Trennung“ von Studium und Arbeit.
Konflikte mit der Inquisition
Vgl. Referat
Ideal der Bettelarmut
Zunächst Versuch, durch Betteln den Studienunterhalt zu bestreiten. Dafür ging jedoch zu viel Zeit drauf, die er eher zum Studium brauchte. Dazu lange Wegzeiten und Hunger. Ignatius bemerkt, dass sich sein radikales Bettelapostolat nicht mit dem Studium vereinbaren lässt. Darum organisiert er Gelder, die er sich durch Bettelreisen nach Flandern und England erwirbt (reiche spanische Kaufleute).
Zu radikales Armutsideal ist für ein Studium hinderlich und damit auch für ein späteres Apostolat, das doch auf ein ordentliches Studium angewiesen ist. Darum folgende Bestimmung für die Kollegien: Diese dürfen / sollen Pfründen und feste Einkünfte besitzen, damit für die Schüler und Scholastiker das Studium gesichert ist (benediktinisches Armutsideal).

## Erste Exerzitienpraxis des Ignatius – Gelübde von Montmartre

### Exerzitien-Praxis des Ignatius
In Alcalá, 5 Jahre nach seiner Bekehrung beginnt Iñigo selbst Exerzitien zu geben. Er will das weitergeben, was er selbst erfahren hat. Es kommen Leute zu ihm, die ihn fragen.
BP 57,2 Personen, denen er die Geistlichen Übungen (GÜ) gibt, kommen in ihm zu großer Kenntnis und Geschmack, andere zu Versuchungen und anderen Phänomenen.
Inhalt der gegebenen Exerzitien
Iñigo beschreibt sehr knapp, was er dort gemacht hat. Jedoch in den Untersuchungsprotokollen der Inquisition gibt es z. T. detaillierte Berichte darüber. Maria de la Flor sagt 1527 aus, was sich ungefähr als Exerzitienbild ergibt [vgl. Andreas Falkner: Die leichten Exerzitien in der frühen Praxis des Ignatius und der Peter Faber, Heft 54 (1989) Exerzitien-Spiritualität]:
1. Am Morgen ½ std Auswahl an Texten (z. B. 10 Gebote, 7 Hauptsünden, 3 Seelenkräften, 7 Werke der Barmherzigkeit, 5 Sinne, kirchliche Gebote und Regeln, …)
2. Allgemeine Erforschung (examen generale) am Mittag und Abend
3. Besondere Erforschung (examen particulare) bezüglich besonderen Fehlern
4. Mündliches Gebet und wiederkehrende Gebete (Rosenkranz, Vaterunser, …)
5. Wöchentliche Beichte und Kommunionempfang
6. Sich richtig verhalten in den innerlichen Bewegungen der Geister (Unterscheidung der Geister)
7. Ca. einen Monat lang dieses fromme Leben führen (Exerzitien im Alltag, vgl. GÜ 18,4ff.), gegebenenfalls weiterführen
8. Regelmäßig in dieser Zeit zu Gesprächen kommen.

In diesen Exerzitien im Alltag gibt er mehr oder weniger die 1. Woche der GÜ: Umkehr, Bekehrung, Sünden, … . Diese Exerzitien im Alltag wurden dann über Jahrhunderte vergessen. Exerzitien allein in geschlossenen Häusern und Gruppen. Seit ca. 15 Jahren wieder Exerzitien im Alltag.
Probleme beim Exerzitiengeben für Ignatius:
BP 57/58 Körperliche Phänomene, mit denen Ignatius nicht recht umzugehen weiß. Visionen bei den Exerzitanten und z. B. übermäßiges Fasten, was nach außen hin für Aufsehen sorgt. Fehler des Ignatius: zu steiler Einstieg bei manchen und es gibt immer wieder Menschen, die dem nicht gewachsen sind. In Paris gibt Ignatius nur noch solchen Exerzitien, die er sich als Gefährten vorstellen kann.

### Gelübde vom Montmartre
In Paris findet sich eine Gruppe von Gefährten (7 Männer, meist ursprünglich junge Adlige). Peter Faber war schon Priester, die anderen Studenten der Theologie, die sich gewissermaßen auf eine kirchliche Karriere vorbereiteten. Alle hatte Exerzitien bei Ignatius gemacht. Wunsch bei ihnen: Sie wollte ein armes Leben führen, radikale Umkehr, Änderung des Lebensstiles. Als Gruppe hatten sie regelmäßige Treffen mit geistlichem Austausch.
Am 15. August 1534 (Fest Mariä Aufnahme in den Himmel) gemeinsames Ablegen eines Gelübdes in der Kapelle des Hl. Dionysios auf dem Montmartre in einer gemeinsamen Messfeier.
Art und Weise des Gelübdes: von dem Gelübde selbst ist kein Text erhalten geblieben, aber fast jeder der Gefährten schreibt später einen Bericht darüber. Simão Rodrigues am ausführlichsten (vgl. geistliche texte Nr. 9; Vom Werden und Wachsen der SJ)
Rekonstruierter Inhalt:
1. Leben zum Nutzen der Seelen einsetzen
2. evangelische Armut
3. Keuschheit
4. Jerusalem-Wallfahrt
5. Falls 4. nicht klappt: Gang nach Rom und sich dem Papst zur Verfügung stellen

Gelübde bilden so etwas wie einen Kristallisationspunkt der Erfahrungen des Ignatius, die er in den 13 Jahren seit der „Ersten Kanonenkugel“ gemacht hatte. (Umkehr, den Seelen helfen, Exerzitien, Armut, Jerusalem, Gemeinschaft, …)
- neu: Alternative zu Jerusalem wird der Papst.
- Feste Gruppe mit eigenem Stil und eigenem Beratungsvorgehen.
- Leute, mit langem Bekehrungsweg und Exerzitien-Erfahrung.
- Starker menschlicher und geistlicher Zusammenhalt der Gruppe (Ignatius zwar als charismatischer Führer, jedoch ohne organisatorischer Führungsrolle)
- Festlegung auf Gelübde
- Nicht Planung eines diffusen Eifer-Projektes, sondern durchdachtes gemeinsames Vorgehen
- Gewisse Pragmatik in der Sache (Studium geht vor „den Seelen helfen“ / Armut ja, jedoch für Studium und Jerusalem-Wallfahrt darf Geld angenommen werden / Ob Heidenmission in Jerusalem gilt es vor Ort nochmals zu entscheiden)
- Interessant, dass Gelübde unmittelbar vor Empfang der Heiligen Kommunion abgelegt wurden (Aug in Aug mit dem Sakrament)

Erst am 27. September 1540 ist die eigentliche Ordensgründung; auf dem Montmartre noch keine Hierarchie (ohne Gehorsamsgelübde, sondern nur Sendungsgehorsam gegenüber dem Papst), sondern einzelne Priester, die mehr oder weniger „nur“ Geistliches und Spirituelles verbindet.

## Heimatbesuch des Ignatius in Spanien – Urkirche der SJ in Oberitalien 1537
1534 Gelübde auf Montmartre. Ignatius studiert noch ein weiteres Semester Theologie. Er wird krank. Ärzte empfehlen ihm Heimatluft. Er akzeptiert von den Gefährten kleines Reitpferd (Relativierung der Askese).

### Spanienaufenthalt (Loyola – Azpeitia 1535–1536)
Im BP begegnet uns ab 87ff. ein „neuer“ Ignatius. Nach 13 Jahren kehrt er erstmals nach Hause zurück. Wandlung der Beziehung zu seiner Familie und seinen Verwandten.
Bereits drei Jahre vorher hatte er mit seinem Bruder (Martín García de Oñas; Briefe 3) korrespondiert. In seinem Brief begründete er seine radikale Trennung von seiner Familie:
1. Die Trennung sei erstes Heilmittel, um radikal Jesus Christus nachfolgen zu können.
2. Vermutung, dass seine Briefe wohl keinen Nutzen für seine Familie gehabt hätten, um in ihnen den Lobpreis Gottes zu mehren.
3. Weil er sieht, dass seine Familie zu sehr weltverhaftet sei. Er selbst braucht dazu eine Distanz, um in sich ein neues Wertesystem und eine neue Form von Spiritualität wachsen zu lassen.

Er will ohne Unterstützung durch seine Familie leben und sich mit Bettel in Azpeitia seinen Lebensunterhalt verdienen. Das war in den Augen seiner Familie natürlich ein Skandal. Zwei Ausnahmen macht er auch hierin: Er verbringt eine Nacht auf dem Schloss in Loyola und er nimmt bei seiner Abreise ein Reittier an, jedoch nur bis an die Grenze der Provinz. [Auch später bewahrt er sich seine distanzierte Haltung gegenüber seiner Familie. Beleg dafür kann sein, dass es kaum Briefe zwischen ihm und seiner Familie gibt.]
Ignatius’ Wirken in Azpeitia: BP 88f.
Er war dort Apostolisch wirksam (vgl. Norbert Briskorn; AHSI 49; 1980):
1. geistliche Gespräche: BP 88,1 Reden über die Dinge Gottes (Spiritueller Hunger der damaligen Menschen. Gleichzeitig Angebot der Kirche mehr als dürftig),
2. tägliche Katechese für Kinder: BP 88,2 auf dem Marktplatz oder in kleinen Kirchen,
3. öffentliche Predigt am Sonntag: BP 88,4 (außerhalb der Messe; in der Eucharistiefeier damals war die Predigt unüblich),
4. häufige Beichte und Kommunion (vgl. seine Tätigkeit in Alcalá),
5. Verbot von Kartenspielen: BP 88,5 (nationales Laster, da um Geld gespielt wurde) hielt vielleicht 2 Jahre lang,
6. Einrichtung einer öffentlichen Armenversorgung BP 89,2 Anknüpfung an eine Bewegung, wie sie zu der Zeit überall in Europa üblich war, Armenordnung ist zum Teil erhalten. Wichtig: Nicht er allein engagiert sich für die Armen, sondern er erreicht, dass öffentliche, gerechte Strukturen geschaffen werden.
7. Kampf gegen das Konkubinat von Priestern: BP 88,6,
8. Einführung des Angelusläutens: BP 89,3 dreimaliges Läuten mit Gebet gegen die Todsünden.

Fazit seiner Zeit zuhause:
Ignatius zielt sowohl auf den Einzelnen (Förderung des sittlichen Lebens) wie auch auf die strukturellen Änderungen mit Hilfe der Obrigkeit (vgl. heute: Einsatz für Glaube und Gerechtigkeit).

### Zeit in Oberitalien und Venedig 1537–1538; BP 92ff.
Marsch nach Venedig. Dort lebt er wiederum als Pilger und Bettler und ist auch apostolisch tätig (geistliche Übungen). Seine Gefährten brechen im Winter 1536 aus Paris auf; brechen ihr Studium überstürzt ab, wegen kriegerischen Verwicklungen und Auseinandersetzungen zwischen Frankreich und Deutschland. Weg führt sie u. a. durch lutherische Gebiete (Rheintal und Alpen; vgl. S. Rodriguez 32).
Im Januar 1537 treffen sie Ignatius nach über einem Jahr der Trennung. Um ihr Gelübde der Jerusalem-Wallfahrt erfüllen zu können, machen sie sich auf nach Rom und holen dort den Segen des Papstes ein. Dabei bekommen sie Kontakt zu reichen Leuten, die ihnen auch Geld für die Überfahrt zukommen lassen. Die Priester unter ihnen erhalten Privilegien; die Nichtpriester lassen sich eine Weiheerlaubnis geben.
Im Juni 1537 sind sie mit allen erforderlichen Dingen zurück in Venedig, jedoch es fährt erstmals seit Jahren kein Schiff nach Jerusalem (BP 94,1).
1 Jahr Wartezeit in Venedig: BP 94ff.:
Alle Gefährten legen nochmals die Gelübde der Armut und der Keuschheit ab.
Alle lassen sich „durchweihen“. Geweiht werden sie auf den Titel der Armut (BP 93,10); damit sind keine Pfründen verbunden, andererseits gibt es aber auch niemanden, der sie vergleichsweise einem Bischof oder einem Orden versorgen müsste.
Sie verteilen sich und verbringen in kleinen Gruppen die Zeit in Oberitalien. Dabei leben sie außerhalb der Städte in verfallen Häusern. Ignatius ist zusammen mit Peter Faber und Laínez in Vicenza (BP 94,3). Sie verbringen die Zeit dort, wie damals Ignatius in Manresa: Häufiges Gebet; jeder mit 40-tägiger zurückgezogener Gebetszeit, während die anderen betteln und in der Stadt u. a. mit großem Erfolg predigen.
Von den Leuten werden sie immer wieder gefragt, was für eine Gruppe sie seien und wie sie sich nennen: Antwort: Compañía de Jesús.
Das Jahr in Oberitalien wird später im Orden das, was man das Terziat nennt (vgl. Wiederholung der großen Exerzitien = 40 Tage Gebet)
Im Verlauf des Jahres zeigte sich, dass es kein Schiff geben wird. Darauf trat der „Ersatzparagraf“ des Gelübdes vom Montmartre in Kraft. Im Frühjahr 1538 machen sie sich auf den Weg nach Rom, um sich dem Papst zur Verfügung zu stellen.

## Die Vision von La Storta
Im vorgegebenen Zeitraum war den Gefährten die Überfahrt nach Jerusalem nicht möglich; also betrachteten sie es als Willen Gottes. Sie gehen also nach Rom und stellen sich (wie im Gelübde von Montmartre vorgesehen), dem Papst zur Verfügung.
1537 Frühjahr: Zu mehreren Grüppchen machen sie sich auf den Weg Richtung Rom auf. Ignatius ist zusammen mit Peter Faber und Diego Laínez. Auf diesem Weg wurden sie vielfach von Gott heimgesucht – La Storta ist nur eine Art Höhepunkt davon.
Überblick: BP = Führung Gottes
A: Innerer Weg des Ignatius (Umkehr und Radikalisierung)
B: Äußerer Weg (Jerusalem, Studium, Gelübde, Spanien, Italien, …)
- In la Storta finden diese beiden Weg zusammen. Ein 16-jähriger Weg der Führung Gottes findet zu einem Ende, einem Ziel. Bestätigung du Abschluss!

### Was in la Storta geschah (historisch betrachtet)
Einige Kilometer vor Rom liegt la Storta mit einer Kapelle, die immer noch existiert. Es gibt mehrere Berichte über die Vision des Ignatius, die z. T. widersprüchlich sind (vgl. BP, Geistliches Tagebuch, Nadal, Laínez) Die wohl objektivste Darstellung ist die von Laínez. Er bekam die Vision in den Tagen danach von Ignatius direkt beschrieben, im BP wird Laínez als Zeuge dessen von Ignatius benannt und seine Beschreibung ist am detailliertesten.
Laínez:
1. Gottes Wort: „Ich werde euch in Rom gnädig sein“ / „Ich werde mit euch sein“. Ignatius weiß dieses Gotteswort nicht zu deuten. Er vermutet, dass sie in Rom „gekreuzigt“ werden.
2. Vision: Ignatius sieht Christus mit dem Kreuz auf der Schulter und den ewigen Vater neben ihm. Gott Vater zu Jesus: „Ich will, dass du diesen als meinen Diener annimmst!“ Jesus zu Ignatius: „Ich will, dass du uns dienst!“ Direktes Berufungswort, trinitarisch verankert. (Im BP stellt Gott Vater den Ignatius neben Jesus.)

Historisch bleibt als wahrscheinlich festzuhalten:
- Gott Vater ist in der Vision der Handelnde.
- Ignatius wird von Gott dem kreuztragenden Christus zugestellt.
- Ignatius soll „UNS“ dienen (Verweis auf die Trinität und die Apostolizität).
- Gott kündigt an: „EUCH“, den Gefährten (der Gruppe) gnädig zu sein
- Ignatius vermutet, dass das Kreuz auf Mühsale hinweist, die in Rom zu tragen sein werden.

### Bedeutung der Vision für Ignatius persönlich
Ignatius war auf der Suche nach dem, was er machen solle (innerlich) und lebt als Pilger auf der Suche nach seinem Ort für die Nachfolge Jesu Christi (äußerlich). Jerusalem scheitert zweimal; es bleibt für jedoch das Land als Inbegriff der Lebensrealität Jesu, dem er ganz nahe sein will und in dessen Fußspuren er ihm dienen will. Sich dem Papst zu übergeben hatte für ihn die Bedeutung, sich dem Stellvertreter Christi zur Verfügung zu stellen. („Aus Jerusalem wird Rom; aus dem historischen Jesus wird der Stellvertreter Christi und aus der Urkirche wird die verfasste Kirche.“) Seine Suche kommt damit an ein Ende, an ein gewisses Ziel.

### Bedeutung der Vision für die Gründergruppe und später den Orden
1558 Laínez reist als Ordensgeneral zu verschiedenen Kommunitäten und hält mehrere Vorträge über die Vision von La Storta. Für ihn sind dabei drei Dinge wichtig:
1. spirituelle Führerschaft des Ignatius,
2. das EUCH im Gotteswort in Bezug auf die Gesellschaft,
3. die Namengebung (Compañía de Jesús).

Die ganze Gruppe versteht die Vision als Bestätigung ihrer Sendung: Mitarbeiten, Mitmühen am Kreuztragen (Jesu Christi).
Dienst und Kreuzesannahme bedeuten Apostolat mit allen Konsequenzen.
„La Storta“ dient als Gründungsmythos für den Orden, ist eine spirituelle Erfahrung eines Einzelnen, die für eine Gruppe wichtig wird. Interessant, dass sich Ignatius mit der Deutung und Verbreitung sehr diskret zurückhält (Demut und Authentizität).
Trinitätstheologischer Charakter hier nicht spekulativer Art, sondern sehr praktisch und konkret: Sendungsauftrag Gottes und Jesu Christi in die Mission.

## Wende von Jerusalem
Zunächst liegt der Akzent der Bekehrung des Iñigo nur auf inneren Aspekten.
Ab der Pilgerfahrt nach Jerusalem beginnt er mehr äußerliche Dinge zu schildern.
- Wie greift Gott durch äußere Ereignisse in sein Leben ein und korrigiert? Dies zu erkennen wird für ihn wichtig.

### Jerusalem-Wallfahrten allgemein
Seit dem 4. Jh. verbreitet sich die östliche Kirche im Heiligen Land. Verehrung der heiligen Stätten, dort prächtige Liturgien. Dann aufkommende Jerusalem-Wallfahrt, die u. a. in der Ostkirche eine wichtige Rolle spielt.
Franziskanische Minderbrüder lassen sich sehr früh dort nieder und fördern die Jerusalem-Wallfahrt in Europa und vor Ort. Bis heute ist die Heilig-Land-Tradition bei den Franziskanern sehr stark.
Im hohen Mittelalter überrollt der Islam diese Tradition. Im Spätmittelalter wird das immer bedrängender. Nur noch wenige Christen sind im Heiligen Land (orthodoxe Christen und Franziskaner).
Damals war es im Abendland vielfach üblich, dass man eine Jerusalem-Wallfahrt in seinem Leben machte (Dauer in der Regel 1 Jahr; Genehmigung in Rom durch den Papst; Schiffe von Venedig aus; Führung im Heiligen Land durch die Franziskaner).

### Ziele, die Iñigo mit seiner Jerusalem-Wallfahrt verband
Bei Jesus sein, persönliche Andacht an den „historischen“ Orten pflegen (Inkarnationsrealismus des Iñigo)
Den Seelen helfen. Erstmalige Erwähnung des Begriffes. Da es dort kaum Christen gab, wollte er dort wohl auch missionieren (bei Höchststrafe verboten)
- Eigentlich will er keine Wallfahrt tun, sondern übersiedeln für immer. (Hintergrund: Mittelalterliche Kreuzfahrerspiritualität: Rückeroberung der Heiligen Stätten / Heilig-Land-Romantik) Ideal der urchristlichen Wanderapostel [vgl. Zwei-Bannerbetrachtung EB 144ff.]

### Erste Wallfahrt des Iñigo 1523
Dominanz des Islam im östlichen Mittelmeerraum. Angst vor Überfällen und Schaden am eigenen Leib. Darum versammeln sich nur 21 Wallfahrer in Venedig, die sich von Handelsschiffen mitnehmen lassen. Mit dem gleichen Schiff wie Iñigo reist der Zürcher Pilger Peter Füssli (Zürich), der einen detaillierten Pilgerbericht hinterließ (vgl. Boehmer).

### Jerusalem-Wallfahrt im Pilgerbericht
BP 35,4: Suche nach drei Tugenden: Glaube, Hoffnung, Liebe. Iñigo will ganz auf Gott vertrauen, gerade auch in äußerlichen Dingen. Darum nimmt er keinerlei Geld mit.
Der ganze Jerusalem-Bericht ist ein Beweisstück dafür, dass er erstens auf Gott vertraut hat und dabei blieb und dass er zweitens von Gott nicht enttäuscht, sondern geführt wurde (vgl. Armutsexperiment).
Genese des Jerusalem-Beschlusses:
- BP 08 träumerische Phantasien auf dem Krankenlager
- BP 09 ernste Absichten zu Büßerleben und Jerusalem-Wallfahrt
- BP 11 Vorsatz, sich auf den Weg zu machen – Berichte, was er dafür alles abgibt.
- BP 12 Absicht, von dort wieder zurückzukehren
- BP 42 Große Gewissheit in der Seele, dass Gott es ihm ermöglichen würde
- BP 45 Fester Entschluss, in Jerusalem zu bleiben. Eindruck, als würde sein Plan in Erfüllung gehen.

Menschliche Widerstände gegen Jerusalem-Wallfahrt:
- BP 12 Widerstand seiner Verwandten
- BP 40 Abraten in Rom von Personen, die ihn kennen.
- BP 45 Guardian auf dem Zion rät ihm von einem Aufenthalt ab. Entschluss des Iñigo bleibt fest, er bleibt stur.
- BP 46 Provinzial der Franziskaner in Jerusalem droht ihm die Exkommunikation an, wenn er ihm nicht Folge leistet. Er kommt zu der Meinung, dass ein Aufenthalt von Iñigo nur Ärger machen würde. Iñigos Entschluss kippt um. Obwohl er sich zwei Jahre lang darauf vorbereitet hatte. „Zweite Kanonenkugel“: Seine Pläne werden zerschlagen, alles wird ihm umgeworfen, er muss sich zum zweiten Mal gänzlich neu orientieren.
- BP 50,3 erstmalige Erwähnung von der Einsicht in Gottes Willen. Widerstreit von zwei Prinzipien: 1. subjektive Gewissheit durch Gebet auf dem Montserrat und 2. objektive kirchliche Autorität, die sich durchsetzt. Erkenntnis: Nachgeben der objektiven kirchlichen Autorität. Für die Zukunft weiß er, dass seine Entscheidungen durch die objektive kirchliche Autorität entweder bestätigt oder widerlegt werden. Darin erkennt Iñigo den Willen Gottes, über die eigene subjektive Gewissheit hinaus (Verkirchlichung seines Weges). [vgl. Brief an Teresa Rejadella (Briefwechsel S. 27): Verallgemeinerung der Herangehensweise, den Willen Gottes für sich zu entdecken: 1. inneres Verspüren; 2. Abgleichen mit kirchlichen Gesetzen und Geboten, „denn derselbe Geist ist in allen Dingen“ (das Positive und die Aufrichtigkeit von beiden Seiten vorausgesetzt!)]
- BP 50,3 Entschluss, nach Barcelona zurückzukehren, zu studieren und den Seelen zu helfen. Hier ist erstmals die Gründung der Gesellschaft Jesu gedanklich angelegt.